# Subduraal empyeem
Een subduraal empyeem is opeenhoping van pus tussen het dura mater (harde hersenvlies) en het arachnoïdea (spinnenwebvlies).
Een empyeem is opeenhoping van pus binnen een bestaande anatomische ruimte in het lichaam. Het moet onderscheiden worden van een abces, waarbij pus zich vormt in een nog niet bestaande ruimte. In de hersenen kan dit ontstaan tussen het harde hersenvlies en het spinnenwebvlies. Bij een patiënt met een subduraal empyeem kan het voorkomen dat deze een bewustzijnsdaling krijgt.

## Symptomen
Bij een subduraal empyeem kan de patiënt last krijgen van:
- Koorts
- Hoofdpijn
- Epileptische insulten
- Braken
- Neurologische uitval (motorisch/sensibel)
- EMV-daling

## Diagnosen
De diagnose van een empyeem kan worden gesteld aan de hand van een CT of MRI. Deze kunnen worden gemaakt met contrastvloeistof zodat het empyeem of abces goed zichtbaar worden. 

## Oorzaken
Oorzaken zijn in principe hetzelfde als bij een hersenabces. Het ontstaan van een empyeem kan komen door een sinusitis (bijholteontsteking) of otitis media (oorontsteking). Ook kan het ontstaan na een dentale focus zoals een ontsteking na het trekken van een tand of kies. Een bacteriële meningitis (hersenvliesontsteking) kan ook de oorzaak zijn. 

## Behandeling
Er kan een punctie gedaan worden om wat pus op kweek te zetten, zodat er een focus kan worden gevonden. Ook kan hierbij dan een passende antibiotica worden gegeven welke het meest effectief is. Als het empyeem voor een hoge intracraniële druk zorgt, kan er een operatie worden uitgevoerd om de massa-innemende ruimte te verkleinen. De druk wordt dan weggehaald waardoor de patiënt beter aanspreekbaar wordt.

## Bron
- Subduraal empyeem door Shlomo Konstantini op www.iliveok.com